# Округ Олдам (Тексас)
Округ Олдам (енгл. Oldham County) је округ у америчкој савезној држави Тексас. По попису из 2010. године број становника је 2.052.

## Демографија
Према попису становништва из 2010. у округу је живело 2.052 становника, што је 133 (6,1%) становника мање него 2000. године.
| Група             | 2000.         | 2010.         |
| Белци             | 1.852 (84,8%) | 1.699 (82,8%) |
| Афроамериканци    | 41 (1,9%)     | 62 (3,0%)     |
| Азијати           | 8 (0,4%)      | 17 (0,8%)     |
| Хиспаноамериканци | 241 (11,0%)   | 243 (11,8%)   |
| Укупно            | 2.185         | 2.052         |